# Heinrich Addicks
Heinrich Addicks (* 24. Dezember 1887 in Bremerhaven; † 19. September 1975 ebenda) war ein deutscher Reeder und Politiker (CDU). 

## Leben
Nach dem Realschulbesuch nahm er eine Banklehre auf. Von 1919 bis 1955 war er Bank- und Brauereidirektor. Addicks wurde nach dem Zweiten Weltkrieg Mitglied der CDU in Bremen. Von 1955 bis 1963 saß er in der Bremischen Bürgerschaft. Er war in verschiedenen Deputationen und Ausschüssen der Bürgerschaft tätig.